# Розовобяла дървесна жаба
Розовобелите дървесни жаби (Dendropsophus sarayacuensis) са вид земноводни от семейство Дървесници (Hylidae).
Срещат се в западните части на Амазония в Южна Америка.
Таксонът е описан за пръв път от американския херпетолог Бенджамин Шриви през 1935 година.